# Православие и папское первенство
Православная церковь отвергает учение об абсолютном первенстве и вероучительной непогрешимости папы римского, установленное в Римско-католической церкви. Православная экклезиология предусматривает первенство чести и не согласна с интерпретацией первенства в католическом богословии, выраженной в учении «об установлении, непрерывности, значении и смысле священного Первенства Римского понтифика и о его безошибочном учительстве». Православное богословие не приемлет претензии папского Престола на абсолютную власть в Церкви и понимает первенство исключительно как primus inter pares — «первый среди равных». Католическая доктрина, приписывающая папе римскому функции управления всей Вселенской церковью, в Православии получила наименование «папизм». В православной экклезиологии первенство неотделимо от «соборности-кафоличности». После разделения Римско-католической и Православной церквей в соответствии с 3-м правилом Второго Вселенского собора первенство в Православии перешло к «Новому Риму» — Константинопольскому патриархату. Вопрос о первенстве папы римского является одним из главных причин разделения западной и восточной христианских церквей.

## Католическое учение о первенстве Папы
Католицизм заявляет о полной и непосредственной юрисдикционной власти Римского епископа управлять и руководить всей Церковью. В Католической церкви верховенство Римского епископа выражается в т. н. «Петровом служении» и обосновывается библейскими, каноническими и богословскими доводами. Католические богословы видят правомерность примата «преемника Петра» на основании евангельского текста о словах Иисуса Христа к апостолу Петру (Мф. 16:18, 19; Ин. 21:17). Руководящая роль апостола Петра среди апостолов основывается на тексте Деяний апостолов (Деян. 1:15; 2:14; 4:8; 5:3; 5:8; 5:29). Современная католическая экклезиология, основываясь на текстах Нового Завета и раннехристианском Предании, называет преемников апостола Петра на Римском Престоле «наместниками Христа». Римская церковь с ранних времён начинает ассоциироваться с апостолом Петром (с III века) и развивать учение о его особом статусе среди апостолов, а следовательно и об особом статусе Римского епископа. Первый Ватиканский собор к традиционному учению о первенстве Папы прибавил и догмат о вероучительной непогрешимости Римского понтифика. Второй Ватиканский собор, развивая католическое богословие, подтвердил утверждение о Божественном праве на первенство и на особый вероучительный авторитет Папы. В главном экклезиологическом документе «Lumen Gentium» Второго Ватиканского собора со ссылкой на конституцию «Pastor aeternus» Первого Ватиканского собора было подтверждено учение об установлении, непрерывности, значении и смысле священного Первенства Римского понтифика и о его безошибочном учительстве, а Папа назван «Преемником Петра, Наместником Христа и зримым Главой всей Церкви».

## Богословский аспект первенства
В соответствии с христианской экклезиологией глава Церкви — Иисус Христос. В то же время Священное Писание и раннехристианские источники указывают на необходимость предстоятельства (первенства) в церковных структурах. В ряде мест Нового Завета говорится о том, что ранние христиане имели руководителей (1Фес. 5:12; Деян. 20:28; Фил. 1:1). В соответствии со Священным Писанием во время земной жизни Иисус Христос избрал двенадцать апостолов. Трое из них: Иоанн, Пётр и Иаков имели особое положение, так как находились со Спасителем во время Преображения (Мк. 9:2—10 и в Гефсиманском саду (Мк. 14:32—42). Евангельский текст свидетельствует об особой роли апостола Петра, которому было поручено «укреплять братьев» (Лк. 22:32), «заботиться об агнцах и овцах» (Ин. 21:15—19), а также «получить ключи от Царства Небесного» (Мф. 16:19). Мученическая смерть апостола Петра в Риме приводит к тому, что начиная с III века, Римский епископ начинает ассоциироваться с Петром и восприниматься как «Преемник Петра». Православные критики католической трактовки евангельского текста (Мф. 16:19) указывают на то, что «ключи от Царства Небесного» были обещаны не только Петру, но всем апостолам. Так, Феофилакт Болгарский в своём толковании на Евангелие от Матфея обращает внимание, что в тексте Евангелия от Иоанна (Ин. 20:23) Христос говорит во множественном числе: «кому отпустите грехи, отпустятся им». Следовательно Господь имеет ввиду не только Петра, но всех апостолов. В евангельском тексте (Ин. 21:17), на который ссылаются католические богословы для оправдания особого статуса апостола Петра, православные видят восстановление Петра в апостольстве, от которого он отпал после своего трёхкратного отречения, а никак не дарование ему особой власти. В раннехристианский период понимание церковного первенства было сформировано на уровне епископа (34-е Апостольское правило). Эволюция церковных структур привела к новому пониманию первенства на различных уровнях: община, епархия, митрополия, региональная церковь и Вселенская Церковь.

### Папство и Вселенские соборы
Важным аспектом в вопросе отношения Православной церкви к догмату о папском примате стал вопрос соотношения авторитета Папы и авторитета Вселенских соборов. Первый Вселенский собор, созванный в 325 году в Никее императором, Папа Римский Сильвестр I признал легитимным и отправил на него своих представителей. По итогам заседаний, 6-й канон собора признал власть епископа Рима над Италией. В ходе работы Второго Вселенского собора (381 год) формируется сознание того, что Вселенский собор имеет всю полноту власти и не зависит от чьего-то авторитета. Это понимание фактически было выражено в 3-м каноне собора, в котором первенство Рима понималось как первенство чести, основанное на политическом статусе города. На Третьем (Эфесском) Вселенском соборе (431 год) легаты Папы Целестина I выражали идею о «попечении» Римского епископа над всей Церковью. В 451 году в ходе Четвёртого (Халкидонского) собора вероучительная роль Папы Римского в Церкви возросла. Послание Папы Льва I к патриарху Константинопольскому Флавиану, формулировавшее учение о двух природах Христа, которое делегаты Халкидона подробно изучили, было принято в качестве одного из основных документов собора. При этом возросшее влияние Папы не отразилось на отношении отцов собора к Римской кафедре, поскольку 28-е правило собора даровало Константинополю первенство чести наравне с Римом. Таким образом, богословское обоснование Папы Льва I первенства Римского Престола отцами Халкидонского собора принято не было. Лев I не принял 28-го правила, хотя оно вошло в канонический корпус. В середине VI века в Византии разгорелся новый христологический спор. Папа Римский Вигилий был против созыва Вселенского собора и осуждения «трёх глав», инициированного императором Юстинианом I. В ответ на это император приказал доставить Вигилия в Константинополь. В 547 году прибыв в Константинополь под давлением властей, Папа согласился с осуждением «трёх глав». Из-за непоследовательной позиции Папы в Западной церкви начались волнения. Впоследствии поведение Папы Вигилия часто использовалось противниками папизма в качестве обоснования несостоятельности догмата о его вероучительной безошибочности. В 553 году императором Юстинианом I был созван Пятый Вселенский собор. Открылся собор без участия Папы Римского, который отказался участвовать в нём из-за малого количества представителей Западной церкви. После неудачных попыток привлечь Вигилия к работе собора, отцы собора заявили, что решения собора авторитетны и без Папы. В конечном итоге Папа Вигилий был вынужден принять итоги собора и осуждение «трёх глав». Шестой Вселенский собор, созванный в 680—681 годах, для осуждения ереси монофелитства, подчеркнул большую роль Папы Мартина I (649—653) в борьбе с этой ересью. Посланники Папы Агафона на соборе последовательно отстаивали православное вероучение, отвергая моноэнергизм и монофелитство. При этом наряду с рядом восточных патриархов анафеме был предан и уже умерший Папа Римский Гонорий I (625—638), вероучение которого было признано противоречащим вере Церкви. Этот факт также стал важнейшим аргументом против католического догмата о папской непогрешимости. Восприятие первенства Папы как первенства чести косвенно подтверждается 36-м правилом собора, в котором указывалось, что Константинопольский престол имеет «равные преимущества» с Римским. Седьмой Вселенский собор (787 год) созванный против ереси иконоборчества вынес решения, соответствующие пожеланиям Папы Римского Адриана I. В ходе работы собора мнение Папы имело особое значение. Вместе с тем, требования Папы о возвращении епархий в Италии и на Балканах в юрисдикцию Римской церкви были фактически проигнорированы, а Константинопольский патриарх Тарасий в своём письме Папе Адриану указывает, что на соборе председательствует Иисус Христос. По мнению исследователей, в период Вселенских соборов в Церкви не было единого мнения о соотношении соборности и первенства. Несмотря на признание Семи Вселенских соборов Римским Престолом и Востоком однозначной модели, определяющей соотношение примата Папы и авторитета Вселенских соборов в единой Церкви выработано не было. Несмотря на то, что все Вселенские соборы были созваны по соглашению с Папами и отцы соборов не оспаривали папское первенство, Пятый Вселенский собор прошёл без участия Римского понтифика, а Шестой Вселенский собор анафематствовал одного из иерархов, занимавших Римскую кафедру. В раннехристианский период на Западе церковь акцентирует внимание на важности коллективного мнения епископата на соборах. Так по итогам Пятого Вселенского собора преемники Вигилия приняли его итоги, несмотря на противоречивые решения по отношению к Папе. Папа Григорий I защищая итоги собора говорил, что соборы выражают «единое мнение Церкви». При избрании Римские понтифики повторяли исповедание веры, включающее осуждении Папы Гонория вплоть до XI века. Соответственно, влияние первенства Римского епископа на Вселенские соборы было различно и определялось историческими, культурными и другими факторами.

### Святые Отцы и папское первенство
Православные богословы для опровержения католической интерпретации первенства обращаются к святоотеческому наследию, которое, по их мнению, свидетельствует о понимании Отцами Церкви примата Римского епископа исключительно в качестве «первенства чести». Во II веке о значении Римской церкви писал Игнатий Богоносец. В своём послании к Римлянам он называет Римскую церковь «Богодостойной, достославной, достоблаженной, достохвальной». При этом православные указывают, на ключевые слова Игнатия «председательствующая в любви», которые указывают не на «первенство власти», а на первенство в христианской добродетели. В III веке, в период спора Римской и Карфагенской церквей по вопросу отступничества, Киприан Карфагенский выступил с критикой верховенства Римского епископа: «никто из нас не поставлен епископом епископов и не должен заставлять своих сотоварищей повиноваться ему при посредстве тиранического страха». Также Киприан в своих сочинениях затрагивал тему соотношения власти Петра и других апостолов. В IV веке один из Отцов Западной церкви Амвросий Медиоланский писал об основании первенства не на личности Петра, а на его исповедании веры: «первенством исповедания, а не почести, первенством веры, а не чина… Вера есть основание Церкви, а не плоть; в действительности, не о плоти Петра, а о вере сказано, что врата ада её не одолеют». В IV веке в своём письме в адрес Западной церкви, Василий Великий обращался ко всем западным епископам, а не к Папе. Латинский отец Церкви Иероним рубежа IV—V веков в одном из своих писем утверждает: «где бы ни был епископ, будь то в Риме, или в Эвгубии, или в Константинополе, или в Регии, или в Александрии… — одинаково достоинство его, одинаково и священство». В начале 400-х годов смещённый со своей кафедры Иоанн Златоуст ищет поддержки в Риме. Католические богословы говоря о трёх обращениях Иоанна Златоуста к Папе Иннокентию I, утверждают признание Златоустом Папы как лидера всей Церкви. Однако, Иоанн Златоуст также обращался за помощью и к двум другим западным епископам Венерию Медиоланскому и Хроматию Аквилейскому, что может говорить, что он в равной степени рассматривал их епископское достоинство. Также православные приводят толкование Иоанна Златоуста на Евангелие от Матфея, где Иоанн комментируя стих (Мф. 26:33) говорит «о грехе Петра, который ставит себя выше других апостолов». Католическая энциклопедия говорит о том, что в текстах Иоанна Златоуста «нет чёткого и прямого отрывка в пользу папского первенства». Кирилл Александрийский также выражал мысль о равенстве среди апостолов: «Пётр и Иоанн друг другу равны достоинством, как апостолы и святые ученики». Католические богословы обращают внимание на позицию Феодора Студита, который в своих текстах настаивал на превосходящем авторитете Папы Римского. В то же время католический богослов Френсис Дворник указывает, что Студит настаивает на апостольском преемстве и других Патриархов. О пяти патриархах Феодор писал: «это — патриаршая власть Церкви; им принадлежит право суждения о Божественных догматах», отдавая первенство Римскому понтифику. Святитель Марк Эфесский наиболее ярый противник Флорентийской унии в XV веке писал: «для нас папа представляется как один из патриархов, и то — если бы он был православным, а они с большею важностью объявляют его — викарием Христа, отцом и учителем всех христиан».

## Исторический аспект первенства

### Раннехристианский период
В раннехристианский период началось формирование формы первенства епископов в региональных церквах. Наибольший авторитет получили епископские кафедры крупных городов Римской империи: Рим, Константинополь, Антиохия, Александрия и Иерусалим, которые сформировали т. н. «пентархию». Роль Римского епископа возросла во время богословских споров IV и V веков. С этого периода Римский Папа стал рассматриваться в качестве «арбитра» в спорах восточных патриархатов. Усиление влияния Римского Престола было связано с деятельностью папы Льва I во время четвёртого Вселенского собора. Лев завершает формирование учения о папском первенстве и называет епископов Рима «первым из епископов, верховным правителем всей Церкви». Во время заседания четвёртого Вселенского собора в 451 году представители Римской церкви не приняли 28-го правила Халкидонского собора, давшего фактически равные с Римом права Константинопольскому патриархату. Исторические события (монофизитский раскол, арабские завоевания) и некоторые решения Третьего и Четвёртого Вселенских соборов привели к возвышению Константинополя наравне с Римом. Попытки примирения диофизитов и монофизитов в Византийской империи после Халкидонского собора, в 484 году привели к разрыву единства между Римом и восточными патриархатами. Обвинив в ереси восточных патриархов, папа Феликс III разорвал с ними общение. Этот первый восточно-западный раскол длился до 519 года и вошёл в историю как Акакианская схизма. Формирование учения о первенстве Римской кафедры завершилось благодаря деятельности пап Льва I и Григория I. Появлению сознания всецерковного авторитета Папы на Западе способствовало и отношение некоторых византийских Отцов (Максим Исповедник, Иоанн Дамаскин, Феодор Студит) к Папе, как к арбитру. Так, Максим Исповедник призвал папу Мартина I созвать Латеранский собор 649 года, сыгравший большую роль в осуждении монофелитства. При этом до VIII века отношение между папским первенством и авторитетом Вселенского собора было неопределённым. До IX века все периоды расколов между Римской церковью и восточными патриархатами были обусловлены догматическими вопросами и ересями. В IX веке конфликт между константинопольским патриархом Фотием I и Папой Николаем I, привели к церковному расколу. Считается, что хотя формальным поводом к расколу стал вопрос о законности избрания Фотия на патриарший престол, глубинная причина раскола лежала в желании Папы распространить своё влияние на епархии Балканского полуострова, что встретило сопротивление со стороны Восточной Римской империи. В это же время (IX век) начался процесс постепенного отчуждения западной и восточной христианских церквей. Данный процесс был обусловлен политическими (ориентация Пап на Каролингскую империю и недоверие к византийским императорам), культурными (использование греческого языка на Востоке и латыни на Западе), экклезиологическими (Римский престол присваивал себе всё больше административных функций) и догматическими факторами (дискуссии о Filioque).

### Средневековый период
Нарастание противоречий между Константинополем и Римом, в конечном итоге привёл к кризису 1054 года. Римская делегация во главе с кардиналом Гумбертом, посланная в Константинополь для обсуждения спорных вопросов не смогла добиться результата из-за позиции константинопольского патриарха Михаила Керулария. Эти противоречия привели к взаимным анафемам иерархов. Политический кризис, связанный с вторжением норманнов в Италию укрепил антагонизм между Римом и византийской церковью. По мнению большинства современных исследователей окончательного разрыва в 1054 году не произошло и церковные связи не были порваны окончательно. В конце XI—начале XII веков на Западе происходит становление Римского Папы как политического и духовного лидера. Поворотным событием в отношениях между Востоком и папством стали Крестовые походы. Создание государств крестоносцев и появление латинских церковных структур на Востоке усилили влияние папства, однако внесли большой вклад в окончательный разрыв церквей. Взятие Константинополя крестоносцами в 1204 году и создание Латинской империи фактически стали причинами окончательного ухудшения отношений между папством и Востоком. Эти исторические события сопровождались догматическим развитием папского примата благодаря деятельности Латеранских соборов Западной церкви XII—XIII веков (1123, 1139, 1179 и 1215 годов). Важную роль в формировании первенства Папы в качестве догмата сыграла булла Бонифация VIII «Unam Sanctam» (1302 год).
В конце XIII—начале XIV веков начинаются первые попытки примирения католицизма и православия. В основном эти попытки сводились к стремлению Римского Папы подчинить себе Восточную церковь. В 1274 году папа римский Григорий X созвал Второй Лионский собор с целью установления унии между восточной и западной церквами. Восточные делегаты собора признали примат римского епископа и вероучение Католической церкви. Во многом данный союз был инициирован византийским императором Михаилом VIII Палеологом, вопреки мнению Православной церкви. После смерти Михаила в 1282 году, уния была разорвана его сыном Андроником II. В середине XV века была предпринята очередная попытка добиться единства Церкви. В 1438—1445 годах в Италии проходил Ферраро-Флорентийский собор, созванный папой Евгением IV с целью объединения церквей. В его работе приняли участие религиозные (во главе с патриархом Иосифом II) и политические лидеры (во главе с императором Иоанном VIII Палеологом) Византийской империи. В ходе работы собора православные согласились со всеми пунктами Католического вероучения и первенством папы Римского во Вселенской церкви и 5 июля 1439 года уния была подписана. После провозглашения унии в Византии возникла оппозиция во главе с митрополитом Марком Эфесским, которая отвергала унию. После падения Константинополя в 1453 году и ликвидации Византийской империи, иерархи Православной церкви, поддерживаемые верующими и под нажимом властей Османской империи упразднили унию с Римским престолом. Православная церковь вновь выразила несогласие с католическим богословием, подчеркнув незаконность Filioque, неприятие догмата о чистилище и отвергнув папское первенство в Церкви. Константинопольский поместный собор Православной церкви в 1484 году признал не каноничность Флорентийского собора и определил его постановления недействительными. В это же время вторая половина XIV и первая половина XV веков были отмечены кризисом папства и расколом в Западной церкви, приведшие к появлению сразу нескольких Пап. В это время в католичестве появляется концепция концилиаризма, отстаивающая приоритет Соборных решений над решениями Римского понтифика. Констанцский собор Католической церкви, проходивший в 1411—1418 годах, привёл к прекращению раскола и избранию Мартина V. Мартин V и его преемник Евгений IV начали решительную борьбу против концилиаризма, что привело к его осуждению на Пятом Латеранском соборе в 1516 году.

### Новое и новейшее время
Отношения Православной и Католической церквей в период средневековья и Нового времени характеризуются экклезиологической и сотериологической убеждённостью в своей исключительности и в «еретичности» противоположной стороны. При этом на некоторых исторических этапах православно-католические отношения улучшались. Тридентский собор (1545—1563 годы), призванный дать ответ Реформации ещё больше укрепил влияние Римского Престола в Католической церкви и привёл к повышению вероучительного авторитета Папы. В январе 1848 года Папа Римский Пий IX в энциклике «In suprema Petri» выражал стремление к диалогу с Православной церковью. В мае 1848 года иерархи Антиохийской, Иерусалимской и Константинопольской церквей издали «Ответ восточных патриархов на послание Пия IX». В своём Послании православные иерархи отвергли предложение присоединиться к Католической церкви и обозначили ряд богословских проблем православно-католических отношений.
В Новое время, в условиях снижения политического влияния Римского Престола в Европе в Католической церкви появляются новые концепции трактовки папского первенства. Во Франции большое распространение получила новая идея соборности, т. н. галликанизм, в Германии — фебронианизм, в Австрии — иозефинизм. Ответом на эти попытки ограничения папской власти в церквах европейских государств, стала идеология ультрамонтанства. Во многом некоторые идеи ультрамонтанства были воплощены в постановлениях Первого Ватиканского собора (1869—1870 годы), который утвердил догмат о непогрешимости Папы в вопросах веры и нравственности. В отношении папского первенства и непогрешимости на соборе была принята конституция «Pastor aeternus». Часть католического духовенства и верующих не согласились в решениями Первого Ватиканского собора и образовали Старокатолическую церковь. В середине XX века Второй Ватиканский собор (1962—1965 годы), развивая католическое богословие подтвердил утверждение о Божественном праве на первенство и на особый вероучительный авторитет Папы. При этом в 1995 году в энциклике «Ut Unum Sint» Иоанн Павел II призвал христианские конфессии к богословскому обсуждению темы первенства Римского понтифика. В частности, католики признали, что «форма, которую ныне принимает первенство в Католической церкви, неприемлема для всех других церквей». Эта инициатива Папы была воспринята положительно, особенно среди протестантов, поскольку свидетельствовала о том что Святой Престол был готов к гибкости в данном вопросе. Тем не менее, официальные лица Католической церкви продолжали отстаивать традиционное католическое понимание данного вопроса в духе Первого Ватиканского собора. В 2001 году Папский совет по содействию христианскому единству издал документ «Служение Петра», в котором заявлялось: «Католическая церковь считает первенство Рима установленным Божественным правом и в силу этого относящимся к основополагающей и непреложной структуре Церкви».

## Православная критика папского первенства
Основными аргументами против католической трактовки абсолютного первенства Римского епископа во Вселенской церкви в православном богословии являются: отрицание первенства «Преемников Петра» на основании того, что Церковь была основана не на личности апостола Петра, а на его исповедании веры, непризнание «Петровой харизмы» Римского Престола и равноправное участие Петра и Павла в создании Римской церкви, толкование понятия «primus inter pares» лишь в качестве признания первенства чести Римских Пап.
В 1848 году восточные православные патриархи в своём ответе Папе Пию IX опровергают его доводы в пользу папского примата. В послании патриархов со ссылкой на евангельский текст (Мф. 18:18) говорится, что власть была дана не только Петру, но и всем апостолам. Также первенство Петра патриархи объясняют тем, что Пётр первым из апостолов исповедовал веру во Христа: «Ты ecи Христос, Сын Бога Живаго» (Мф. 16:16). Основываясь на толковании Блаженного Августина, патриархи разъясняют, что основанием Церкви стала не личностью Петра, но его исповедание веры. Также слова Спасителя Петру должны были укрепить его в вере, а не даровать ему верховную власть. Для объяснения евангельского текста (Ин. 21:17) патриархи ссылаются на параллельное место в Священном Писании (1Петр. 5:2) и обращаются к толкованиям Августина, Амвросия, Иоанна Златоуста, Епифания и Кирилла Александрийского. В словах Иисуса Христа заключается не дарование Петру особого статуса, а восстановление его в апостольстве после отречения. В послании выражается православное понимание Вселенской Церкви: «У нас ни патриархи, ни Соборы не могли ввести что-нибудь новое, потому что хранителем благочестия у нас является самое Тело Церкви, то есть самый народ». В 1895 году константинопольский патриарх Анфим VII в ответе на энциклику «Praeclara Gratulationis» Льва XIII вновь затронул тему неприятия абсолютного папского первенства. Основываясь на Отцах Церкви и решениях Вселенских соборов Анфим VII и православные иерархи писали: «мы полностью убеждены в том, что епископ Рима никогда не считался верховным авторитетом и непогрешимым главой Церкви». Послание 1895 года повторяет основные положения критики папского примата послания 1848 года, а также выражает недоумение по поводу принятия в Католический церкви догмата о вероучительной непогрешимости Папы.
Константинопольский патриарх Варфоломей I считает, что в первом тысячелетии «первенство [Папы Римского] было почётным, в любви, не являясь юридическим главенством над всей христианской Церковью». По мнению Варфоломея христианский Восток не разделял идею о юрисдикционной власти Римского понтифика во Вселенской церкви. С точки зрения православного богослова митрополита Пергамского Константинопольского патриархата Иоанна (Зизиуласа) епископ Рима занимает первую кафедру в соответствии с принятым порядком в Церкви. Однако это первенство должно быть подтверждено в рамках «соборности». Для того чтобы епископы Церкви через участие в соборных собраниях дали согласие на таковое первенство. С точки зрения православной экклезиологии первенство не должно ограничивать равноправия всех епископов Церкви. Таким образом, Римский епископ также не имеет права на вмешательство во внутренние дела Поместных церквей. Вместе с тем митрополит Иоанн признаёт некоторые дополнительные права Римского Престола: созыв Вселенского собора и право обжалования решений (в соответствии с 3—5 правилами Сардикийского собора).
Русская православная церковь в 2013 году изложила свою официальную позицию по вопросу первенства во Вселенской церкви в официальном документе «Позиция Московского Патриархата по вопросу о первенстве во Вселенской Церкви». В соответствии с позицией РПЦ на уровне Вселенской церкви источником первенства является «сообщество автокефальных Поместных Церквей, объединённых в одну семью общим исповеданием веры и пребывающих в сакраментальном общении друг с другом, первенство определяется в соответствии с традицией священных диптихов и является первенством чести». Синодальная богословская комиссия РПЦ связывает это с 3-м правилом Второго Вселенского собора, 28-м правилом Четвёртого Вселенского собора, 36-м правилом Шестого Вселенского собора, а также с определениями Поместных соборов отдельных церквей. В документе также говорится о том, что первенствующий епископ (Римский) не был наделён «какими-либо властными полномочиями в общецерковном масштабе». Римская церковь называется одной из Поместных церквей, а претензии Римского Престола на юрисдикционную власть над другими церквами расценивается как «искажённая» экклезиология, злоупотребление властью и характеризуется как «папизм».
С разносторонней критикой догмата о папском первенстве выступили русские богословы и философы конца XIX—начала XX веков. А. С. Хомяков критиковал папское первенство за нарушение принципа соборности. Русский религиозный философ Сергей Булгаков отмечал, что Папа имеет «абсолютную, никаких исключений не допускающую власть, над всею церковью, всеми её членами и во всех делах, притом власть полную и в точном смысле слова». Таким образом, единственным епископом с властью в Церкви остаётся Папа Римский и это недопустимо с точки зрения Православия. Русский философ и богослов Георгий Флоровский характеризует папское первенство как «лже-догмат о единстве Церкви». Философ Н. С. Арсеньев в своей работе «Православие, католичество и протестантизм» подверг обширной критике догмат о папском примате и непогрешимости. Арсеньев писал, что благодать и сущность Церкви в католицизме заменяются «юридическим земным монархизмом Рима», а также «бремя свободы Христовой, участие в соборной жизни Церкви всей полнотой личности оказалось не под силу римскому католицизму. Он возложил все бремя ответственности на папу. Критерием истины стал не Дух Святой, живущий в Церкви, а голос епископа, восседающего на Римской кафедре». Профессор парижского Свято-Сергиевского православного богословского института А. В. Карташёв считал папский примат самым существенным и единственным учением, которое разделяет Православную и Католическую церкви. При этом Карташёв рассматривает институт папства как элемент мистической экклезиологии Латинской церкви и предлагает модель единства православных и католиков, при которой для католиков Папа останется абсолютным главой, а для православных «первым среди равных». Патриарх Московский и всея Руси Сергий в своей статье «Есть ли у Христа наместник в Церкви?» критиковал папскую концепцию передачи власти в Церкви от Иисуса Христа к Петру, как противоречащую Священному Писанию и Преданию.
С критикой доктрины папского первенства выступали многочисленные греческие богословы, как средневековые, так и современные.

## Комментарии
1. ↑  Первыми римскими епископами, ссылавшимися на евангельский текст для оправдания особого статуса Римского Престола были Каликст I[3] и Стефан I в середине III века[13].
2. ↑  В правление византийского императора Алексея I Комнина (1081—1118)[57], после начала крестовых походов отношения между латинской и византийской церковью улучшились. В XV веке перед началом работы Ферраро-Флорентийского собора, греки и латиняне признавали друг друга в качестве Церквей[63]. Также несмотря на решение восточных Патриархов в 1755 году, Русская церковь продолжала принимать новообращённых католиков через покаяние[70].